# District d'Ambalavao
Le district d'Ambalavao est un district de Madagascar situé dans la partie sud de la région Haute Matsiatra, dans la province de Fianarantsoa.
En 2015, il compte 19 communes:
- Ambalavao (chef-lieu de district et commune urbaine de 2ème catégorie en 2015)
- Ambinanindovoka
- Ambinanindroa
- Ambohimahamasina
- Ambohimandroso
- Andrainjato
- Anjoma
- Ankaramena
- Besoa
- Fenoarivo
- Iarintsena
- Kirano
- Mahazony
- Manamisoa
- Miarinarivo
- Sendrisoa
- Vohitsaoka
- Volamena
- Namoly[2]